# Euphyia kirschioides
Euphyia kirschioides är en fjärilsart som beskrevs av Paul Dognin 1896. Euphyia kirschioides ingår i släktet Euphyia och familjen mätare. Inga underarter finns listade i Catalogue of Life.